# 4769 Castália
4769 Castália (provisoriamente designado de 1989 PB) foi o primeiro asteroide modelado por imagem-radar. Trata-se de um asteroide Apolo descoberto a 9 de agosto de 1989 por Eleanor F. Helin e foi nomeado em honra a  Castália, uma ninfa da mitologia grega.